# Арбузовский сельсовет
Арбузовский сельсовет — муниципальное образование со статусом сельского поселения и административно-территориальное образование в Павловском районе Алтайского края России. Административный центр — станция Арбузовка.

## История
Арбузовский сельсовет был образован в 1984 году

## Населённые пункты
В состав сельского поселения входят 4 населённых пункта:
- станция Арбузовка,
- разъезд Ракиты,
- посёлок Советский,
- посёлок имени Мамонтова.

Урожайное — упразднённое село, исключено из учётных данных в  1989 году.

## Демография
| 1997  | 1998  | 1999  | 2000  | 2001  | 2002  |
| ----- | ----- | ----- | ----- | ----- | ----- |
| 1526  | ↘1521 | ↘1509 | ↗1520 | ↘1514 | ↗1523 |
| 2003  | 2004  | 2005  | 2006  | 2007  | 2008  |
| ↘1373 | ↘1357 | ↘1349 | ↘1342 | ↘1327 | ↘1318 |
| 2009  | 2010  | 2011  | 2012  | 2013  | 2014  |
| ↘1253 | ↘1124 | ↗1125 | ↘1107 | ↗1130 | ↗1138 |
| 2015  | 2016  | 2017  | 2018  | 2019  | 2020  |
| ↘1115 | ↘1085 | ↘1074 | ↘1059 | ↘1044 | ↘1018 |
| 2021  |       |       |       |       |       |
| ↘972  |       |       |       |       |       |

По результатам Всероссийской переписи населения 2010 года, численность населения муниципального образования составила 1124 человека, в том числе 550 мужчин и 574 женщины. Оценка Росстата на 1 января 2012 года — 1107 человек.